# Universitat de Colorado a Boulder
La Universitat de Colorado a Boulder, en anglès University of Colorado at Boulder (abreujat CU Boulder) és una universitat fundada el 1876 a Boulder, a l'estat de Colorado, Estats Units. Amb més de 28.000 estudiants és el centre més important de la seva matriu, la Universitat de Colorado. El centre universitari és membre de la Association of American Universities i és una de les millors universitats públiques segons el Public Ivy. La revista The Economist va avaluar a la CU Boulder el gener de 2004 com l'onzena millor universitat pública i la trenta-u del món sencer.

## Esport
Els equips esportius de la CU Boulder porten el nom Colorado Buffaloes. Al costat de l'equip de futbol americà, que juga en la  Pacific -12 Conference  també hi ha les següents disciplines esportives:
- Bàsquet (masculí i femení)
- Cross
- Golf (masculí i femení)
- Esquí de fons
- Futbol (femení)
- Tennis (femení)
- Atletisme
- Voleibol (femení)

CU Boulder disposa de 30 equips esportius (anomenats Collegiate Sport Clubs), que no estan actius sota el nom Colorado Buffaloes, per exemple, ciclisme, voleibol, lacrosse, hoquei, natació, hípica i pesca amb mosca.

## Personalitats

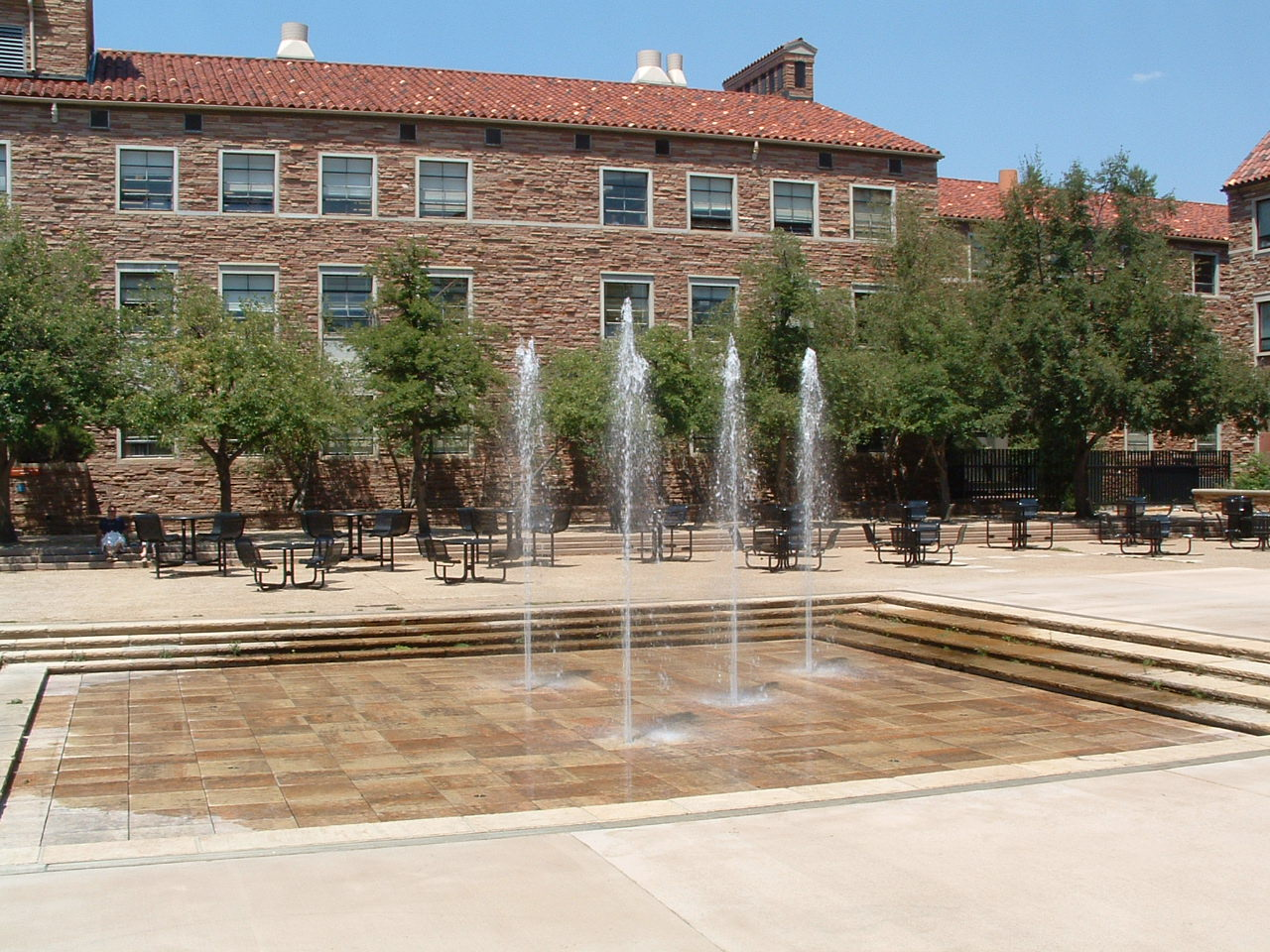
Facultat de química.

### Professors
Guanyadors del Premi Nobel
- Sidney Altman - Química 1989
- Thomas R. Cech - Química 1989
- Eric A. Cornell - Física 2001
- John L. Hall - Física 2005
- Herbert Kroemer - Fisica 2000
- Carl Wieman - Física 2001

Altres professors destacats 
- Adolf Busemann, enginyer especialista en aerodinàmica.
- Ward Churchill, professor d'estudis ètnics, conegut per les declaracions provocatives l'11 de setembre de 2001.
- George Gamow, físic i astrònom.
- Stanislaw Ulam, matemàtic.
- Linda R. Watkins, bioquímica, Premi Príncep d'Astúries d'Investigació Científica i Tècnica l'any 2010.

### Estudiants cèlebres
Ciència i tecnologia 
- Pere Balsells i Jofre - Enginyeria mecànica, empresari i mecenes català
- Robin M. Canup - Astrofísica
- Alan Kay - Tecnologies de la informació
- Robert Widlar - Pioner en el camp de l'electrònica

 Art, cinema i literatura
- Stan Brakhage - Director de cinema
- Judy Collins - Músic
- Dave Grusin - Compositor
- Larry Linville - Actor
- Glenn Miller - Músic
- Trey Parker - Director de la sèrie de televisió animada South Park
- Robert Redford - Actor (no es va graduar)
- Matt Stone - Director de la sèrie de televisió animada South Park
- Dalton Trumbo - Escriptor
- Christopher Meloni - Actor
- Joe Flanigan - Actor
- John Fante - Escriptor
- Sheree J. Wilson - Actriu

Astronautes 
- Loren Acton
- Vance D. Brand
- Scott Carpenter
- Ellison Onizuka
- Stuart Roosa
- Jack Swigert

Política
- Bob Beauprez - excongressista nord-americà
- Tsakhiagiyn Elbegdorj - expresident de Mongòlia
- Ellen Johnson- Sirleaf - President de Libèria

Altres 
- Lynne Cheney - Esposa del vicepresident dels Estats Units Dick Cheney
- Steve Wozniak - Cofundador d'Apple Computer

## Programa Balsells de la Generalitat de Catalunya
Juntament amb la Universitat de Califòrnia a Irvine, i posteriorment, la Universitat de Colorado a Colorado Springs, la Universitat de Colorado a Boulder és una de les tres universitats nord-americanes que beca, amb l'ajut del la Fundació Balsells i la Generalitat de Catalunya, estudiants de les universitats de Catalunya per fer estudis de màster o doctorat en l'àmbit de la bioenginyeria. Aquest programa de beques, que va començar a Boulder l'any 2010, ha acollit més de 30 estudiants de diferents punts de l'estat espanyol amb títols d'universitats catalanes.